# Elecciones estatales en Hidalgo de 2011
Las elecciones estatales de Hidalgo de 2011 se llevaron a cabo en la jornada electoral del domingo 3 de julio de 2011 y en ella fueron elegidos los 84 Presidentes Municipales, mil 997 regidores y 329 síndicos como presentantes populares en los 84 ayuntamientos de Hidalgo. Estos fueron elegidos para un periodo de cuatro años con siete meses y 18 días (del 15 de enero de 2012 al 4 de septiembre de 2016), debido a una reforma electoral aprobada en 2009, con la cual se empatan los periodos de gobierno de los alcaldes y del gobernador.

## Candidatos
De acuerdo con información del Instituto Estatal Electoral a la contienda llegan siete partidos políticos y tres coaliciones, además contienden 329 planillas, donde el Partido Revolucionario Institucional inscribió 60, Nueva Alianza 46, Partido Acción Nacional 30, Partido de la Revolución Democrática 32, Partido Verde Ecologista de México 25 y el Partido del Trabajo 17. Participarán 5 mil 310 candidatos para los cargos de presidentes municipales, síndicos y regidores y que serán electos por una listado nominal de un millón 908 mil 364 ciudadanos, de los cuales la mayoría son mujeres, 52.38 por ciento, y los hombres son 47.62 por ciento.

## Resultados

### Ayuntamientos
| Partido/Alianza | Partido/Alianza                               | Municipios |
| --- | --------------------------------------------- | ---------- |
| | Partido Acción Nacional                       | 8          |
| | Hidalgo nos Une (PAN, PRD)                    | 8          |
| | Partido Revolucionario Institucional          | 33         |
| | Alianza Juntos por Hidalgo (PRI, PVEM, PANAL) | 11         |
| | Partido de la Revolución Democrática          | 7          |
| | Poder con Rumbo (PT, Convergencia)            | 1          |
| | Partido del Trabajo                           | 4          |
| | Partido Verde Ecologista de México            | 5          |
| | Convergencia                                  | 2          |
| | Partido Nueva Alianza                         | 5          |
| Fuente:Ratifican triunfos electorales en 11 ayuntamientos de Hidalgo (enlace roto disponible en Internet Archive; véase el historial, la primera versión y la última). |                                               |            |